# Herb Gray
Pour les articles homonymes, voir Gray.
Herbert Eser Gray dit Herb Gray (25 mai 1931 à Windsor, Ontario - 21 avril 2014 à Ottawa, Ontario) est un avocat et homme politique canadien. Il fut le premier membre juif du Cabinet du Canada, et fait partie d'un groupe restreint de Canadiens à se voir accorder le titre Le très honorable sans y avoir eu droit en vertu d'un poste qu'il a occupé.

## Biographie

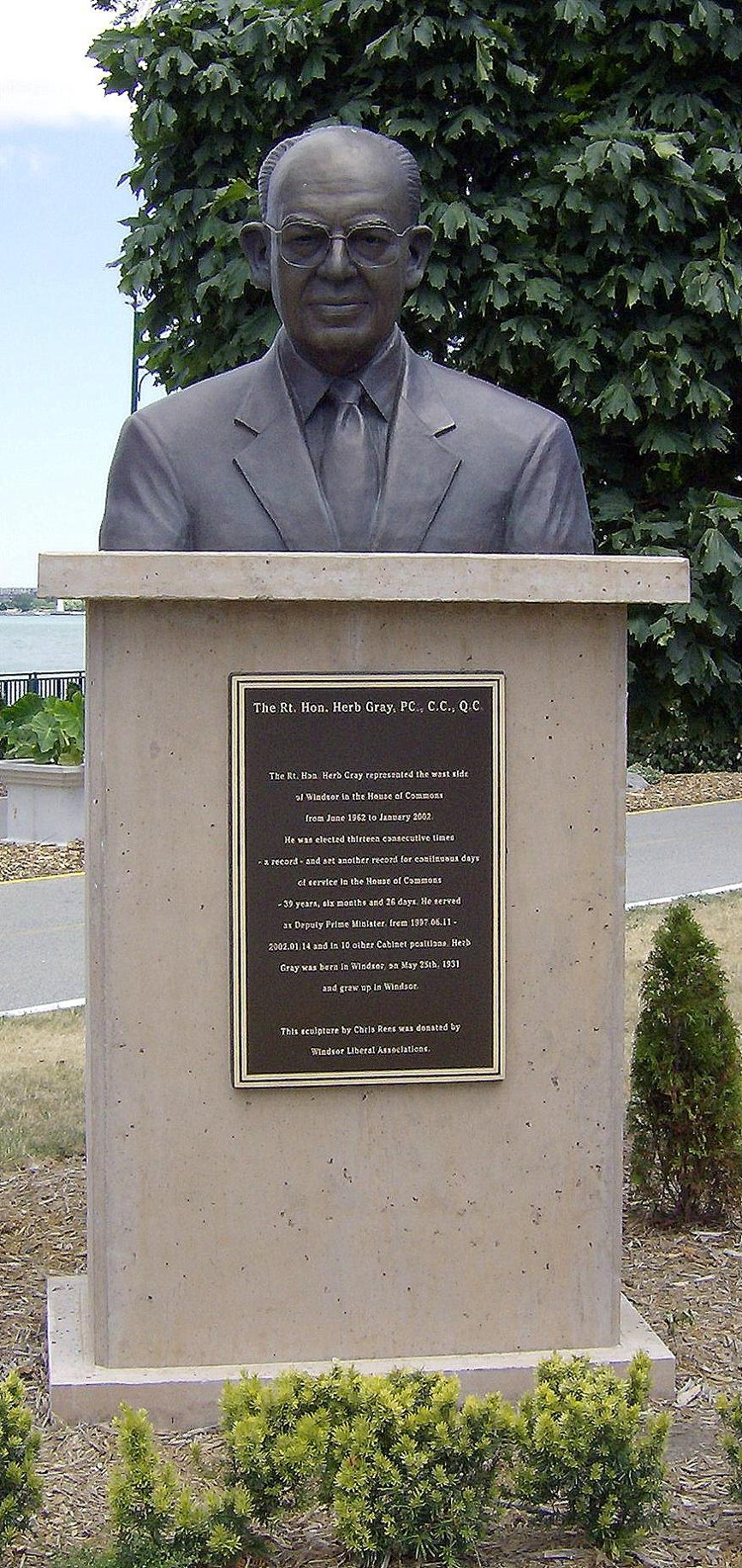
Buste de Herb Gray à Windsor.

Avant de se lancer en politique, Gray étudie le commerce à l'Université McGill à Montréal (Québec) et le droit au Osgoode Hall Law School à l'Universite York à Toronto (Ontario). Il est d'abord élu à la Chambre des communes dans la circonscription d'Essex-Ouest le 18 juin 1962, sous la bannière du Parti libéral du Canada. Il est subséquemment réélu lors de 12 élections fédérales, faisant de lui le député ayant siégé le plus longtemps de façon continue dans l'histoire du Canada.
Gray occupe plusieurs rôles dans sa carrière de parlementaire, incluant plusieurs portefeuilles ministériels et présidences de comités au sein des gouvernements de Lester Pearson et Pierre Trudeau, ainsi que leader en chambre de l'opposition de 1984 à 1990. Du 6 février au 21 décembre 1990, il est chef de l'Opposition, entre la démission de John Turner du poste de chef du Parti libéral jusqu'à l'élection aux communes de son successeur, Jean Chrétien.
Lorsque les libéraux reviennent au pouvoir après l'élection fédérale canadienne de 1993, Gray est nommé Leader du gouvernement en chambre et Solliciteur général du Canada. C'est à ce titre qu'il commandite le rapport Arbour en 1995. Le 11 juin 1997, il est nommé vice-premier ministre.
Gray prend sa retraite le 14 janvier 2002 et est nommé président canadien de la Commission mixte internationale. Le 15 janvier 2002, la gouverneure générale du Canada accorde à Gray le titre Le très honorable en honneur de sa contribution longue et distinguée à la vie politique canadienne. Le 28 novembre 2008, il est nommé au poste de chancelier de l'Université Carleton.
Gray est également compagnon de l'Ordre du Canada.